# Jenarco de Seleucia

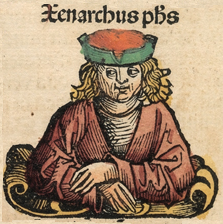
Jenarco, representado como un erudito medieval en las Crónicas de Núremberg.

Jenarco (en griego: Ξέναρχος; siglo I a. C. ) de Seleucia de Cilicia, fue un filósofo griego de la escuela peripatética y gramático. 

## Biografía
De Estrabón, la única fuente biográfica, sabemos que era originario de Seleucia del Calicadno en Cilicia Traquea. Abandonó su hogar temprano y se dedicó a la profesión de la enseñanza, primero en Alejandría, después en Atenas y por último en Roma, donde disfrutó de la amistad de Ario Dídimo y después de Augusto; y aún vivía, en edad avanzada y con honores, cuando Estrabón escribió. Es posible que, durante su estancia en Atenas alrededor del 70 a  C./60 a. C., atrajera a su escuela a Aristón de Ceos y a Cratipo de Pérgamo, otros dos peripatéticos.

## Filosofía
Es mencionado por Simplicio, por Juliano el Apóstata, y por Alejandro de Afrodisias.
Aunque parece haberse basado en algunas de las doctrinas de Aristóteles,  comenzó una crítica exhaustiva de sus teorías físicas sobre el mundo en su obra Contra el quinto elemento, criticando las doctrinas que Aristóteles registró en su Sobre el cielo. En este sentido, habría seguido un camino previamente establecido por otro estudioso del Liceo, Estratón de Lámpsaco. Lo más probable es que las ediciones recientes de los escritos técnicos de Aristóteles realizadas por su contemporáneo Andrónico de Rodas lo impulsaran a reexaminar críticamente los dogmas físicos del fundador del Liceo. Sin embargo, no se desdeñó otra gran figura filosófica, pues Jenarco también parece haber escrito un comentario sobre el Timeo de Platón.
Rechazó el quinto elemento constitutivo del universo, siguiendo en esto a Estratón de Lámpsaco. Sin embargo, para llegar a sus teorías, tomó un camino de investigación propio: según el testimonio de Simplicio de Cilicia en su comentario al tratado de Aristóteles Sobre el Cielo, intentó criticar la doctrina del éter que Aristóteles defendía en el segundo capítulo del Libro I de esta obra de cosmología, manteniéndose en parte fiel al fundador del Liceo. Afirma, por ejemplo, que la línea recta y la línea circular no son las únicas líneas geométricas simples, que el movimiento circular no es el movimiento natural de un cuerpo simple, o que el movimiento rectilíneo no es el único movimiento natural de los cuatro elementos. Jenarco, como Teofrasto y más tarde los estoicos, condena el éter y postula el fuego como el único elemento que entra en la composición de las estrellas.
Finalmente, hay pruebas de que Jenarco se interesaba no sólo por la física y la psicología, sino también por la ética:  Alejandro de Afrodisias, de hecho, atribuye a Jenarco y a su discípulo Boeto de Sidón el mérito de intentar elaborar una doctrina aristotélica de lo primero apropiado fuera de la discusión de la philia ofrecida en los libros octavo y noveno de la Ética nicomáquea.